# Johan Hin
Johannes "Johan" Jozef Antonius Hin (Haarlem, 3 de janeiro de 1899 — 29 de junho de 1957) foi um velejador neerlandês, campeão olímpico. Ele competiu nos Jogos Olímpicos de Verão de 1920 na classe Dinghy 12 pés e conquistou a medalha de ouro a bordo do Beatrijs III ao lado de Cornelis Hin e Frans Hin.
Durante a segunda corrida uma das marcas estava à deriva e a corrida foi abandonada. Como os organizadores não tiveram tempo de refazer a regata naquela semana, as duas regatas restantes foram remarcadas para 3 de setembro daquele ano. Como as duas equipes eram holandesas, os organizadores solicitaram ao Comitê Olímpico dos Países Baixos que organizasse a corrida em Amsterdã.
Nas Olimpíadas de 1924, Hin participou da prova da classe Monotype e conquistou o quinto lugar. Mais tarde, Hin foi para um mosteiro. Lá ele se especializou em fazer documentários. Seus primeiros filmes tinham como tema a navegação.